# Sjenkoersk
Sjenkoersk (Russisch: Шенкурск) is een kleine stad in het zuiden van de Russische oblast Archangelsk en het bestuurlijk centrum van het gemeentelijk district Sjenkoerski. Het stadje ligt op de oosteroever van de rivier de Vaga (zijrivier van de Noordelijke Dvina) op 373 kilometer ten zuidoosten van Archangelsk.

## Geschiedenis
Het eerste jaar waarin de plaats wordt genoemd was een document van handelaren uit de Republiek Novgorod in 1315 (andere bronnen noemen 1229 of 1137). In documenten uit de 14e eeuw wordt het genoemd als Sjenka-Koerja; "nederzetting aan (een) rivierbaai (курья; ook te vertalen als "kunstmatige baai/kreek/inham" of "smalle/nauwe arm van de rivier") van de rivier de Sjenka". Deze rivier, die nu Sjenga (Шеньга) wordt genoemd, is een zijrivier van de Vaga. De rivier de Sjenka/Sjenga verlegde na de 14e eeuw verschillende malen haar bedding en Sjenkoersk ligt momenteel op ongeveer 10 kilometer van haar monding in de Vaga.
Sinds 1446 was Sjenka-Koerja een posad. Tsaar Ivan de verschrikkelijke noemde de plaats Vaga en maakte deze in 1565 tot onderdeel van zijn opritsjnina. In die tijd had de plaats een houten fort en vormde de residentie van verschillende lokale bisschoppen. Vanaf 1552 viel het onder de oejezd Vazjski.
Tsaar Fjodor I hernoemde de plaats tot Sjenkoersk in een certificaat (gramota) uit 1629 en schonk de plaats aan zijn zwager Boris Godoenov, die het vervolgens naliet aan zijn schoonzoon Johan van Sleeswijk-Holstein. De Romanovs schonken de stad en het district aan prins Dmitri Troebetskoj als zijn vottsjina. Na zijn dood viel de stad wederom toe aan de Russische tsaren. Van 1640 tot 1643 liet de tsaar een nieuw fort bouwen bij Sjenkoersk.
In 1705 viel Sjenkoersk onder de kanselarij van Izborsk en vanaf 1710 onder het gouvernement Archangelsk. Tegelijkertijd werd het tot bestuurlijk centrum binnen de oblast Vjazki gemaakt. Tsarina Catharina de Grote gaf de plaats stadsrechten in 1780 en de status van oejezdstad binnen de oblast Vjazjki.
In de stad bevinden zich bedrijven uit de bosbouw en houtverwerkende industrie, een boterfabriek en een voedingsmiddelenkombinaat.

## Geografie

### Klimaat
| Maand                       | jan   | feb   | mrt   | apr   | mei  | jun  | jul  | aug  | sep  | okt   | nov   | dec   | Jaar  |
| --------------------------- | ----- | ----- | ----- | ----- | ---- | ---- | ---- | ---- | ---- | ----- | ----- | ----- | ----- |
| Hoogste maximum (°C)        | 3,5   | 5,0   | 13,6  | 26,0  | 31,0 | 35,6 | 34,9 | 35,7 | 28,6 | 20,6  | 12,7  | 5,9   | 35,7  |
| Gemiddeld maximum (°C)      | −9,2  | −7,0  | −0,2  | 7,5   | 15,3 | 20,9 | 23,7 | 19,7 | 13,1 | 5,4   | −2,4  | −6,4  | 6,7   |
| Gemiddelde temperatuur (°C) | −12,9 | −10,9 | −4,8  | 2,8   | 9,8  | 15,3 | 18,3 | 15,0 | 9,4  | 3,0   | −4,8  | −9,6  | 2,6   |
| Gemiddeld minimum (°C)      | −16,5 | −14,7 | −9,3  | −2,0  | 4,3  | 9,8  | 12,8 | 10,2 | 5,7  | 0,5   | −7,3  | −12,9 | −1,6  |
| Laagste minimum (°C)        | −45,5 | −40,5 | −36,7 | −27,1 | −7,4 | −1,8 | 2,9  | −0,6 | −6,6 | −17,2 | −35,9 | −40,7 | −45,5 |
|                             |       |       |       |       |      |      |      |      |      |       |       |       |       |
| Neerslag (mm)               | 34,0  | 27,5  | 25,6  | 37,8  | 48,1 | 58,0 | 68,1 | 75,1 | 51,7 | 51,5  | 43,7  | 40,4  | 561,5 |
| Bron: (ru) meteolabs.ru     |       |       |       |       |      |      |      |      |      |       |       |       |       |

## Demografie
| 1785 | 1897  | 1926  | 1959  | 1970  | 1979  | 1989  | 2002  |
| ---- | ----- | ----- | ----- | ----- | ----- | ----- | ----- |
| 467  | 1.500 | 2.600 | 5.400 | 6.400 | 7.600 | 7.424 | 6.151 |